# جاکومو کوتلسا
جاکومو کوتلسا (انگلیسی: Giacomo Cotellessa؛ زادهٔ ۱۹ مارس ۱۹۸۷) بازیکن فوتبال اهل ایتالیا است.
از باشگاه‌هایی که در آن بازی کرده‌است می‌توان به باشگاه فوتبال جنوآ اشاره کرد.